# Zoltán Majó

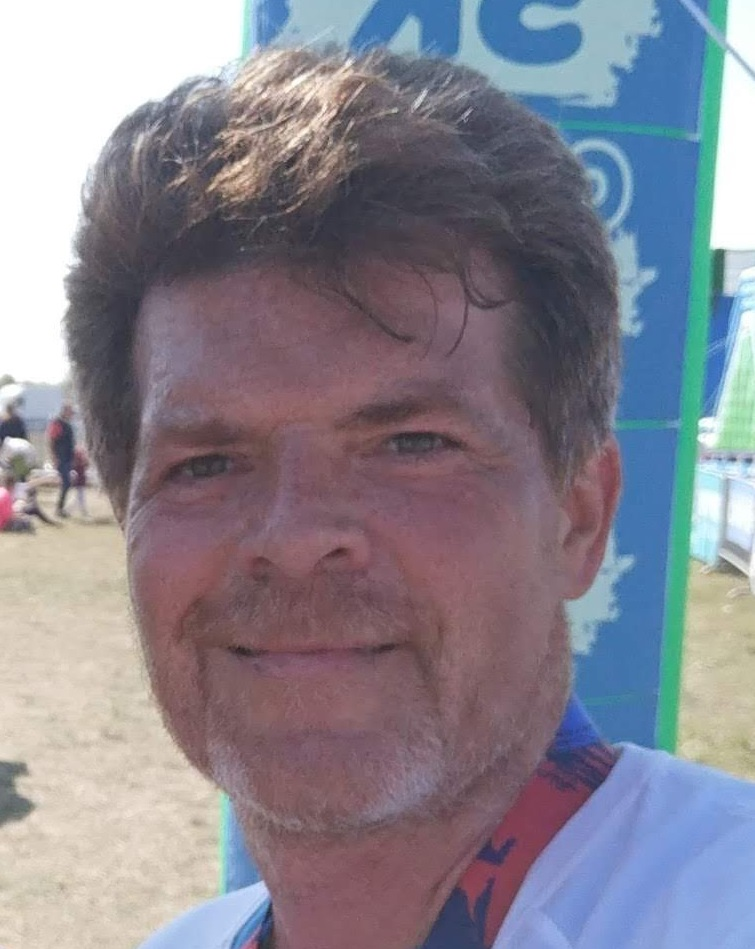
Zoltán Majó

Zoltán Majó oder Zoltán Majó-Petri [zoltːa:n ˈmɒjo:] (* 15. Dezember 1970 in Pitvaros) ist ein ungarischer Ökonom und Dozent an der Universität Szeged (SZTE).

## Leben
Majó begann 1990, an der Naturwissenschaftlichen Fakultät und der Fakultät für Wirtschaftswissenschaften der Attila-József-Universität (JATE) Mathematik, Physik und Wirtschaftswissenschaft zu studieren.
Nach seiner Ausbildung an der JATE 1999 lehrte er an der JATE und erwarb 2008 die Doktorenwürde in der Ökonomie.

## Auszeichnungen
- Ungarischer Verdienstorden, Ritter, 2010

## Werke
Auswahl
- J Poór, S Kosár, P Fodor, V Tóth, Zoltán Majó, Z Csiba, E Huszárik: The impact of the crisis and recovery on HR and knowledge management in focus-a Hungarian-Slovakian comparison 2009, Periodica Polytechnica Social and Management Sciences 20 (1), 29–44, 2012.
- Zoltán Majó-Petri, K Kazár: The MOOC business model: The e-Business and autonomous work inflection point in higher education?Journal Association 1901 SEPIKE 2016 (14), 102–109, 2016.
- J Poor, A Bencsik, I Fekete, G Laszlo, Zoltán Majo: Trends and Tendencies in the Field of Improving the HR-Systems of Hungarian Public Universities, Revista De Management Company International/Review of International, 2009.
- Majó, Zoltán – Dinya, L. – Imreh, Sz.- (2008): Menedzsment II. (Management). A sikeres vállalkozások. Távoktatási tananyag. SZTE GTK, Szeged.
- Imreh, Sz. – Kürtösi, Zs. – Majó, Zoltán – Vilmányi, M (2007): A menedzsment alapjai. (Introduction au management). Távoktatási Tananyag. SZTE GTK, Szeged.